# Fédération francophone de cancérologie digestive
La Fédération francophone de cancérologie digestive est une association loi de 1901 dont les missions sont la formation de la cancérologie digestive et la recherche pour améliorer les traitements.